# Пла-де-Урхель
Пла-д'Урже́ль — район (кумарка) Каталонії (кат. Pla d'Urgell). Столиця району — м. Муляруса (кат. Mollerussa).

## Муніципалітети
- Ал-Палау-д'Анґлазола (кат. Palau d'Anglesola, el) - населення 1.816 осіб;
- Ал-Пуал (кат. Poal, el) - населення 657 осіб;
- Бальбіс (кат. Bellvís) - населення 2.294 особи;
- Барбенс (кат. Barbens) - населення 832 особи;
- Бель-льок-д'Уржель (кат. Bell-lloc d'Urgell) - населення 2.255 осіб;
- Біланоба-да-Бальпуч (кат. Vilanova de Bellpuig) - населення 1.112 осіб;
- Біла-сана (кат. Vila-sana) - населення 568 осіб;
- Ґулмес (кат. Golmés) - населення 1.508 осіб;
- Ібас-д'Уржель (кат. Ivars d'Urgell) - населення 1.848 осіб;
- Кастельноу-да-Саана (кат. Castellnou de Seana) - населення 737 осіб;
- Ліньола (кат. Linyola) - населення 2.587 осіб;
- Міралкамп (кат. Miralcamp) - населення 1.275 осіб;
- Муляруса (кат. Mollerussa) - населення 11.829 осіб;
- Сізамон (кат. Sidamon) - населення 690 осіб;
- Торраґроса (кат. Torregrossa) - населення 2.311 осіб;
- Фундареля (кат. Fondarella) - населення 786 осіб.